# Mazagway
Le mazagway (ou mazagway-hidi) est une langue tchadique biu-mandara, parlée au Cameroun, dans la Région de l'Extrême-Nord, le département du Diamaré et l'arrondissement de Ndoukoula, dans les villages de Kpala et Dagaï ; dans le département du Mayo-Tsanaga, à Mayo-Laddé dans l'arrondissement de Mokolo, et à Zouvoul dans l'arrondissement de Hina ; dans la Région du Nord, dans les villages Mazagway, Baïla, Boula Ibbi, Tam Djidde au nord de Guider dans le département du Mayo-Louti.
Le nombre de locuteurs a été estimé à 17 000 en 1997.